# Zakaria Aboukhlal
Zakaria Aboukhlal (Gorinchem, 18 febbraio 2000) è un calciatore olandese naturalizzato marocchino, centrocampista o attaccante del Torino e della nazionale marocchina.

## Caratteristiche tecniche
È principalmente un'ala destra, ma all'occorrenza può giocare anche da attaccante o centrocampista e qualche volta da terzino offensivo. È ambidestro, la sua tecnica di gioco in fase di finalizzazione è abbastanza essenziale, infatti non usa un gioco particolarmente aggressivo, è abile soprattutto a trovare la rete tirando dalla corta-media distanza.
Dotato di un'impressionante velocità, è soprannominato Il Cobra per il suo scatto bruciante e letale.

## Carriera

### Club

#### PSV e AZ Alkmaar
Cresciuto nel settore giovanile del PSV, ha esordito in prima squadra il 12 maggio 2019 disputando l'incontro di Eredivisie perso 1-0 contro l'AZ Alkmaar.
In estate il giovane passa proprio all’AZ per 2 milioni di euro. Debutta in Eredivisie nel secondo tempo perdendo per 2-1 contro il Vitesse 1º settembre. Il 9 dicembre, con la squadra delle giovanili, realizza 4 reti nella partita di Eerste Divisie vinta per 4-1 contro l’Helmond Sport.
Dopo essersi messo in mostra con questa selezione, nella stagione seguente trova più spazio in prima squadra segnando due doppiette il 4 ottobre 2020 nel pareggio per 4-4 contro lo Sparta Rotterdam e il 16 gennaio 2021 vincendo per 2-1 contro l’ADO Den Haag. Rimane a giocare con la squadra fino al 2022, la sua ultima rete la segna in Conference League con il gol del 2-0 battendo il Heerenveen.

#### Tolosa
Si trasferisce in Francia, giocando per il Tolosa, nella prima divisione francese, segna persino dieci gol nell'edizione 2022-2023 del campionato, con le sue reti la squadra batte per 1-0 sia il Reims che il Lorient, riesce a fare un gol battendo per 2-1 il Monaco, un'altra la rete la segna sconfiggendo per 3-1 il Rennes, è autore di un gol nella vittoria per 5-0 ai danni dell'Auxerre, segna una rete anche contro il Montpellier vincendo per 4-2.
Vince la Coppa di Francia, segna un gol sconfiggendo per 2-0 l'Ajaccio, ne segna un altro battendo per 3-1 il Reims, apre le marcature nella vittoria per 6-1 contro il Rodez Aveyron Football, segna una rete nella semifinale vinta per 2-1 contro l'Annecy, ed è autore del gol del 5-1 battendo in finale il Nantes.

#### Torino
Il 29 luglio 2025 passa al Torino, dove firma un contratto fino al 30 giugno 2029. Esordisce con i granata il 18 agosto, giocando da titolare la partita di Coppa Italia contro il Modena, vinta per 1-0. 

### Nazionale
Ha fatto la gavetta nelle nazionali giovanili dei Paesi Bassi, con l'Under-17 giocando nel campionato europeo giovanile Croazia 2017 dove segna due gol, uno nel pareggio per 2-2 contro la Norvegia e il secondo perdendo per 2-1 contro la Germania. Sempre nello stesso anno, con la nazionale Under-18 disputa delle amichevole, segna una rete pareggiando per 1-1 con la Danimarca, un altro gol lo segna sconfiggendo per 8-0 l'Irlanda, inoltre è autore di una doppietta battendo per 4-1 il Belgio. Nel 2019 gioca con la nazionale Under-20 nel Torneo Otto Nazioni dove segna un gol battendo per 2-1 la Polonia.
Invece che giocare per i Paesi Bassi, ottenuta la cittadinanza marocchina, gioca con la nazionale maggiore del Marocco, debutta il 13 novembre 2020 contro la Repubblica Centrafricana segnando il gol del definitivo 4-1. Nel novembre del 2022, è stato convocato dal CT Walid Regragui per disputare la fase finale dei Mondiali in Qatar, in cui ha registrato quattro presenze, tutte da subentrato, segna anche il gol del 2-0 battendo il Belgio, con il Marocco capace di concludere il torneo al quarto posto. In seguito al risultato storico ottenuto, nel dicembre successivo Aboukhlal e il resto della rosa marocchina sono stati insigniti dell'Ordine del Trono durante un ricevimento al Palazzo Reale di Rabat.

## Statistiche

### Presenze e reti nei club
Statistiche aggiornate al 23 febbraio 2025.
| Stagione        | Squadra         | Campionato      | Campionato | Campionato | Coppe nazionali | Coppe nazionali | Coppe nazionali | Coppe continentali | Coppe continentali | Coppe continentali | Altre coppe | Altre coppe | Altre coppe | Totale | Totale | Totale |
| Stagione        | Squadra         | Comp            | Pres       | Reti       | Comp            | Pres            | Reti            | Comp               | Pres               | Reti               | Comp        | Pres        | Reti        | Pres   | Reti   |        |
| --------------- | --------------- | --------------- | ---------- | ---------- | --------------- | --------------- | --------------- | ------------------ | ------------------ | ------------------ | ----------- | ----------- | ----------- | ------ | ------ | ------ |
| 2018-2019       | Jong PSV        | EED             | 24         | 9          | -               | -               | -               | -                  | -                  | -                  | -           | -           | -           | 24     | 9      |        |
| ago. 2019       | Jong PSV        | EED             | 1          | 0          | -               | -               | -               | -                  | -                  | -                  | -           | -           | -           | 1      | 0      |        |
| Totale Jong PSV | Totale Jong PSV | Totale Jong PSV | 25         | 9          |                 | -               | -               |                    | -                  | -                  |             | -           | -           | 25     | 9      |        |
| 2018-2019       | PSV             | ED              | 1          | 0          | CO              | 0               | 0               | -                  | -                  | -                  | -           | -           | -           | 1      | 0      |        |
| ago. 2019       | PSV             | ED              | 1          | 0          | CO              | -               | -               | UCL+UEL            | 0                  | 0                  | SO          | 0           | 0           | 1      | 0      |        |
| Totale PSV      | Totale PSV      | Totale PSV      | 2          | 0          |                 | 0               | 0               |                    | 0                  | 0                  |             | 0           | 0           | 2      | 0      |        |
| 2019-2020       | Jong AZ Alkmaar | EED             | 10         | 8          | -               | -               | -               | -                  | -                  | -                  | -           | -           | -           | 10     | 8      |        |
| 2020-2021       | Jong AZ Alkmaar | EED             | 8          | 5          | -               | -               | -               | -                  | -                  | -                  | -           | -           | -           | 8      | 5      |        |
| Totale Jong AZ  | Totale Jong AZ  | Totale Jong AZ  | 18         | 13         |                 | -               | -               |                    | -                  | -                  |             | -           | -           | 18     | 13     |        |
| 2019-2020       | AZ Alkmaar      | ED              | 12         | 0          | CO              | 2               | 0               | UEL                | 1                  | 0                  | -           | -           | -           | 15     | 0      |        |
| 2020-2021       | AZ Alkmaar      | ED              | 24         | 4          | CO              | 1               | 0               | UCL+UEL            | 0+5                | 0                  | -           | -           | -           | 30     | 4      |        |
| 2021-2022       | AZ Alkmaar      | ED              | 31+3       | 4+1        | CO              | 3               | 1               | UEL+UECL           | 2+6                | 1+1                | -           | -           | -           | 45     | 8      |        |
| Totale AZ       | Totale AZ       | Totale AZ       | 67+3       | 8+1        |                 | 6               | 1               |                    | 14                 | 2                  |             | -           | -           | 90     | 12     |        |
| 2022-2023       | Tolosa          | L1              | 37         | 10         | CF              | 5               | 5               | -                  | -                  | -                  | -           | -           | -           | 42     | 15     |        |
| 2023-2024       | Tolosa          | L1              | 13         | 3          | CF              | 0               | 0               | UEL                | 1                  | 0                  | -           | -           | -           | 14     | 3      |        |
| 2024-2025       | Tolosa          | L1              | 23         | 7          | CF              | 1               | 0               | -                  | -                  | -                  | -           | -           | -           | 24     | 7      |        |
| Totale Tolosa   | Totale Tolosa   | Totale Tolosa   | 73         | 20         |                 | 6               | 5               |                    | 1                  | 0                  |             | -           | -           | 80     | 25     |        |
| Totale carriera | Totale carriera | Totale carriera | 185+3      | 47+1       |                 | 12              | 6               |                    | 15                 | 2                  |             | 0           | 0           | 215    | 59     |        |

### Cronologia presenze e reti in nazionale
| Cronologia completa delle presenze e delle reti in nazionale ― Marocco | Cronologia completa delle presenze e delle reti in nazionale ― Marocco | Cronologia completa delle presenze e delle reti in nazionale ― Marocco | Cronologia completa delle presenze e delle reti in nazionale ― Marocco | Cronologia completa delle presenze e delle reti in nazionale ― Marocco | Cronologia completa delle presenze e delle reti in nazionale ― Marocco | Cronologia completa delle presenze e delle reti in nazionale ― Marocco | Cronologia completa delle presenze e delle reti in nazionale ― Marocco |
| Data                                                                   | Città                                                                  | In casa                                                                | Risultato                                                              | Ospiti                                                                 | Competizione                                                           | Reti                                                                   | Note                                                                   |
| ---------------------------------------------------------------------- | ---------------------------------------------------------------------- | ---------------------------------------------------------------------- | ---------------------------------------------------------------------- | ---------------------------------------------------------------------- | ---------------------------------------------------------------------- | ---------------------------------------------------------------------- | ---------------------------------------------------------------------- |
| 12-11-2020                                                             | Casablanca                                                             | Marocco                                                                | 4 – 1                                                                  | Rep. Centrafricana                                                     | Qual. Coppa d'Africa 2021                                              | 1                                                                      | 59’                                                                    |
| 17-11-2020                                                             | Douala                                                                 | Rep. Centrafricana                                                     | 0 – 2                                                                  | Marocco                                                                | Qual. Coppa d'Africa 2021                                              | -                                                                      | 78’                                                                    |
| 12-6-2021                                                              | Rabat                                                                  | Marocco                                                                | 1 – 0                                                                  | Burkina Faso                                                           | Amichevole                                                             | -                                                                      | 61’                                                                    |
| 2-9-2021                                                               | Rabat                                                                  | Marocco                                                                | 2 – 0                                                                  | Sudan                                                                  | Qual. Mondiali 2022                                                    | -                                                                      | 78’                                                                    |
| 12-10-2021                                                             | Conakry                                                                | Guinea                                                                 | 1 – 4                                                                  | Marocco                                                                | Qual. Mondiali 2022                                                    | -                                                                      | 86’                                                                    |
| 16-11-2021                                                             | Rabat                                                                  | Marocco                                                                | 3 – 0                                                                  | Guinea                                                                 | Qual. Mondiali 2022                                                    | -                                                                      | 85’                                                                    |
| 10-1-2022                                                              | Yaoundé                                                                | Marocco                                                                | 1 – 0                                                                  | Ghana                                                                  | Coppa d'Africa 2021 - 1º turno                                         | -                                                                      | 90’                                                                    |
| 14-1-2022                                                              | Yaoundé                                                                | Marocco                                                                | 2 – 0                                                                  | Comore                                                                 | Coppa d'Africa 2021 - 1º turno                                         | 1                                                                      | 65’                                                                    |
| 25-1-2022                                                              | Yaoundé                                                                | Marocco                                                                | 2 – 1                                                                  | Malawi                                                                 | Coppa d'Africa 2021 - Ottavi di finale                                 | -                                                                      | 88’                                                                    |
| 30-1-2022                                                              | Yaoundé                                                                | Egitto                                                                 | 2 – 1 dts                                                              | Marocco                                                                | Coppa d'Africa 2021 - Quarti di finale                                 | -                                                                      | 104’                                                                   |
| 13-6-2022                                                              | Casablanca                                                             | Liberia                                                                | 0 – 2                                                                  | Marocco                                                                | Qual. Coppa d'Africa 2023                                              | -                                                                      | 66’ 78’                                                                |
| 23-9-2022                                                              | Cornellà de Llobregat                                                  | Marocco                                                                | 2 – 0                                                                  | Cile                                                                   | Amichevole                                                             | -                                                                      | 76’                                                                    |
| 27-9-2022                                                              | Siviglia                                                               | Paraguay                                                               | 0 – 0                                                                  | Marocco                                                                | Amichevole                                                             | -                                                                      | 84’                                                                    |
| 27-11-2022                                                             | Doha                                                                   | Belgio                                                                 | 0 – 2                                                                  | Marocco                                                                | Mondiali 2022 - 1º turno                                               | 1                                                                      | 72’                                                                    |
| 1-12-2022                                                              | Doha                                                                   | Canada                                                                 | 1 – 2                                                                  | Marocco                                                                | Mondiali 2022 - 1º turno                                               | -                                                                      | 65’                                                                    |
| 10-12-2022                                                             | Doha                                                                   | Marocco                                                                | 1 – 0                                                                  | Portogallo                                                             | Mondiali 2022 - Quarti di finale                                       | -                                                                      | 82’                                                                    |
| 14-12-2022                                                             | Al Khor                                                                | Francia                                                                | 2 – 0                                                                  | Marocco                                                                | Mondiali 2022 - Semifinale                                             | -                                                                      | 66’                                                                    |
| 28-3-2023                                                              | Madrid                                                                 | Marocco                                                                | 0 – 0                                                                  | Perù                                                                   | Amichevole                                                             | -                                                                      | 62’                                                                    |
| 12-6-2023                                                              | Rabat                                                                  | Marocco                                                                | 0 – 0                                                                  | Capo Verde                                                             | Amichevole                                                             | -                                                                      | 59’                                                                    |
| 17-6-2023                                                              | Durban                                                                 | Sudafrica                                                              | 2 – 1                                                                  | Marocco                                                                | Qual. Coppa d'Africa 2023                                              | -                                                                      |                                                                        |
| 12-9-2023                                                              | Lens                                                                   | Marocco                                                                | 1 – 0                                                                  | Burkina Faso                                                           | Amichevole                                                             | -                                                                      | 67’                                                                    |
| 15-11-2024                                                             | Franceville                                                            | Gabon                                                                  | 1 – 5                                                                  | Marocco                                                                | Qual. Coppa d'Africa 2025                                              | -                                                                      | 64’                                                                    |
| Totale                                                                 |                                                                        | Presenze                                                               | 22                                                                     |                                                                        | Reti                                                                   | 3                                                                      |                                                                        |

## Palmarès

### Competizioni nazionali
- Coppa di Francia: 1

Tolosa: 2022-2023